# 최성웅
최성웅(崔成雄, 1920년 ~ 1989년 1월 27일)은 제2대 국회의원을 지낸 대한민국의 정치인이다.

## 약력
- 일본 와세다 대학 졸업
- 대동신문 밀양지국장
- 대한청년단 밀양군단장
- 고아원장

## 역대 선거 결과
|  | 24.30% |

|  | 33.59% |

|  | 4.17% |

|  | 8.95% |

## 참고자료
- 최성웅 - 대한민국헌정회